# Tenodera herbacea
Tenodera herbacea är en bönsyrseart som beskrevs av Jean Guillaume Audinet Serville 1839. Tenodera herbacea ingår i släktet Tenodera och familjen Mantidae.

## Underarter
Arten delas in i följande underarter:
- T. h. herbacea
- T. h. brevelytra